# Thomas Thorstensen
Thomas Thorstensen (Stavanger, 15 de maio de 1880 — 18 de junho de 1953) foi um ginasta norueguês que competiu em provas de ginástica artística. 
Thorstensen é o detentor de duas medalhas olímpicas, conquistadas em duas diferentes edições. Nas Olimpíadas de Londres, em 1908, competiu como ginasta na prova coletiva. Ao lado de outros 29 companheiros, conquistou a medalha de prata, após superar a nação da Finlândia e encerrar atrás da seleção sueca. Quatro anos mais tarde, em Estocolmo, saiu-se vencedor na prova por equipes do sistema livre (ao lado de seu irmão Gabriel), após superar as nações finlandesa e dinamarquesa.